# Stanisław Świetliczko

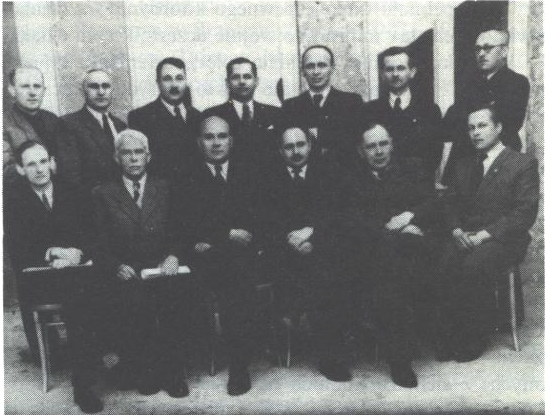
Kierownictwo TON (siedzi trzeci od lewej Czesław Wycech, czwarty Zygmunt Nowicki, pierwszy z prawej stoi Stanisław Świetliczko – okręg łódzki)

Stanisław Świetliczko, ps. „Las” (ur. 23 marca 1901 w Łodzince Dolnej, zm. 2 czerwca 1981 w Warszawie) – polski nauczyciel, inżynier leśnictwa, działacz oświatowy i oficer Armii Krajowej, podporucznik rezerwy Wojska Polskiego.

## Życiorys
Rodzicami byli Aleksander Świetliczko (1860-1928) i Antonina z Leszczyków (1877-1945) pochodząca z Mrzygłodu. Ukończył gimnazjum na Zasaniu. W 1918 walczył jako ochotnik w walkach o Przemyśl. Następnie walczył w wojnie polsko-bolszewickiej (1919–1920) w 18 Pułku Strzelców a po zmianach nazwy jednostki: 10 pułk piechoty i 37 Pułku Piechoty. Podczas II wojny światowej uczestniczył w kampanii wrześniowej oraz był żołnierzem ZWZ-AK powiatu grójeckiego. Uczestniczył w walkach w lesie kabackim w sierpniu 1944 w zgrupowaniu "Grzymały" w Grupie Odsieczy. 
Jako nauczyciel pracował w Kołkach, Łodzi, we Lwowie (1934) w Czaplinku (1939—1943) i Warszawie oraz m.in. jako kierownik szkoły specjalnej w Łodzi, kierownik Miejskich Kursów Dokształcających dla dorosłych i pracującej młodzieży. W okresie międzywojennym był działaczem Związku Nauczycielstwa Polskiego i prezesem okręgu łódzkiego ZNP. Podczas II wojny światowej był prezesem Okręgu Łódzkiego Tajnej Organizacji Nauczycielskiej. W 1945 był prezesem Okręgu Łódzkiego ZNP. W 1948 był dyrektorem III Szkoły Podstawowej przy ulicy Łęczyckiej 23 w Łodzi. Od 1 września 1960 do 31 sierpnia 1970 był dyrektorem Zakładu Wychowawczego nr 8 dla Dzieci Niedowidzących w Warszawie przy ul. Koźmińskiej 7 (początkowy adres: ul. Górnośląska 25).
Był autorem podręczników szkolnych i artykułów w prasie zawodowej.
Został pochowany w części rzymskokatolickiej Starego Cmentarza w Łodzi.

## Odznaczenia
- Krzyż Kawalerski Orderu Odrodzenia Polski,
- Złoty Krzyż Zasługi,
- Srebrny Krzyż Zasługi,
- Medal Komisji Edukacji Narodowej,
- Złota Odznaka ZNP,
- Gwiazda Przemyśla[2].